# Leslibetaeus
Leslibetaeus is een geslacht van kreeftachtigen uit de klasse van de Malacostraca (hogere kreeftachtigen).

## Soorten
- Leslibetaeus caribbeaus Anker, 2011
- Leslibetaeus coibita Anker, Poddoubtchenko & Wehrtmann, 2006